# 德舒特縣
德舒特縣（英語：Deschutes County，/dəˈʃuːts/ də-SHOOTS）是美国俄勒冈州中部的一個縣。面積27,912平方公里。根據2020年美國人口普查，共有人口198,253人。縣治本德。該縣成立於1916年12月13日，縣名來自德舒特河。